# Arubas flag
Arubas flag blev officielt flag 18. marts 1976. Hovedfarven i flaget er lyseblå og symboliserer himmelen og havet omkring Aruba. Flaget har to parallelle gule striber i nedre halvdel og en firetakket rød stjerne med hvid kant, som symboliserer øen.